# Amt Friesack
Amt Friesack är ett kommunalförbund i Tyskland, beläget i norra delen av Landkreis Havelland i förbundslandet Brandenburg.  Huvudort är staden Friesack.  Övriga ingående kommuner är Mühlenberge, Paulinenaue, Pessin, Wiesenaue och Retzow. Hela amtets befolkning uppgår till 6380 personer (2012) på en yta av 236,5 km².

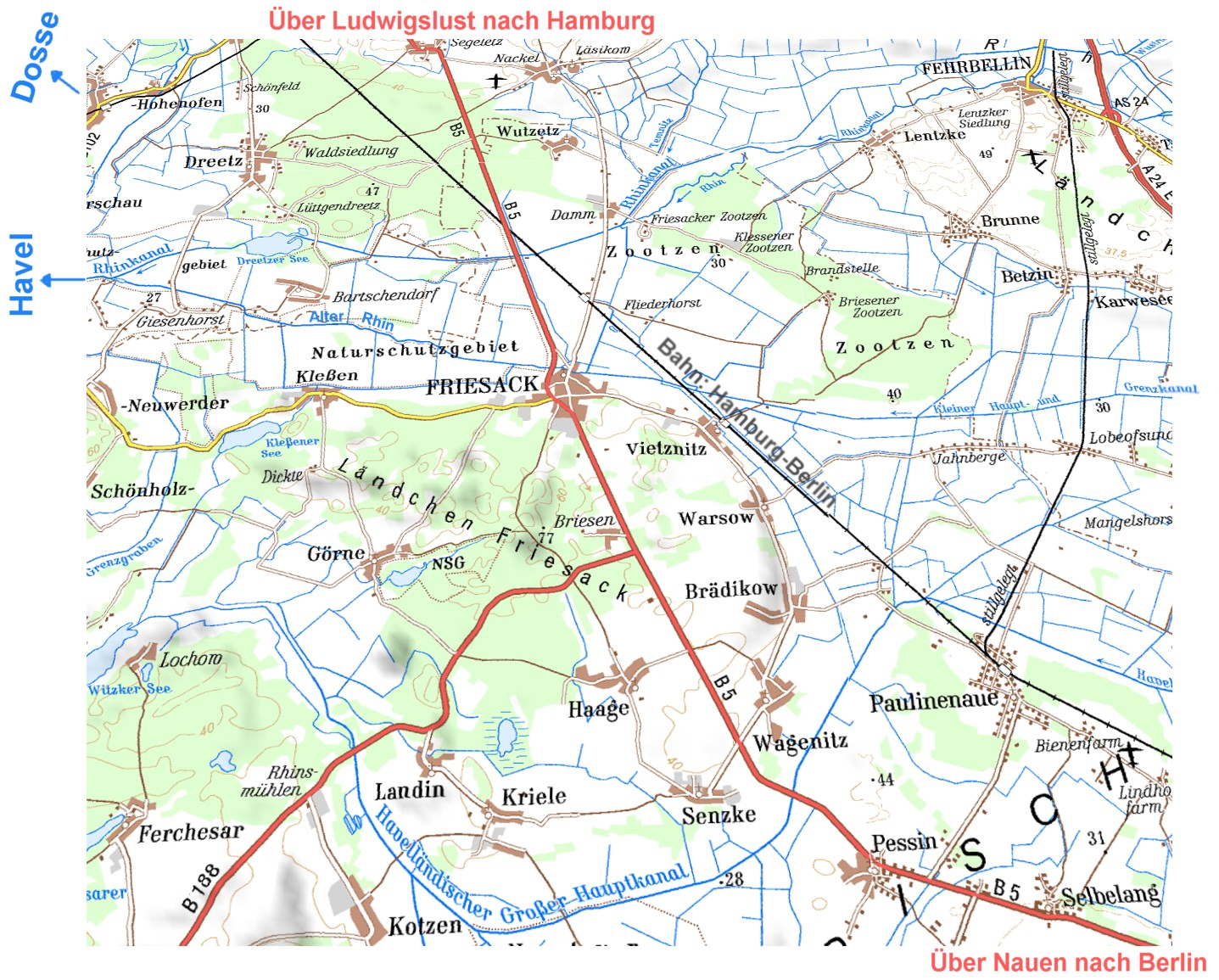
Karta över Friesack med omgivningar